# 交通运输部东海第二救助飞行队
交通运输部东海第二救助飞行队（简称东二飞），是中华人民共和国交通运输部东海救助局所属的事业单位，为交通运输部救助打捞局所属的五支救助飞行队之一，承担福建沿海、台湾海峡海域范围内的人员搜救、人命救助、伤病员救助等航空救助等任务。

## 沿革
2003年2月，中华人民共和国交通部等六部委发布《救助打捞体制改革实施方案》，逐步在各重点海区组建救助飞行队。2004年8月20日，交通部东海第二救助飞行队在厦门挂牌成立，是交通部成立的第四支救助飞行队。
2008年，十一届全国人大一次会议通过《国务院机构改革方案》，原交通部等部、局重组为交通运输部。2010年3月，原交通部东海第二救助飞行队更名为交通运输部东海第二救助飞行队。